# Chayawat Srinawong
Chayawat Srinawong (Thai: ชญาวัต ศรีนาวงษ์, * 12. Januar 1993 in Bangkok) ist ein thailändischer Fußballspieler.

## Karriere

### Verein
Seine fußballerische Laufbahn begann 2009 in Bangkok beim Jugendteam des Bangkok Christian College FC. Hier spielte er zwei Jahre, bevor er 2011 vom Jugendteam in die Seniorenmannschaft wechselte. Nach nur einem Jahr beim Bangkok Christian College FC, wo er 20 Spiele in der Division 3 absolvierte und elf Tore schoss, wechselte er 2012 zu nach Pak Kret zum Erstligisten Muangthong United. Hier spielte er einmal für das Team. Mitte der Saison wurde er nach Nakhon Ratchasima an den Nakhon Ratchasima FC verliehen, wo er 13 Spiele absolvierte und 2 Tore schoss. 2013 wurde er, wie auch mehrere andere junge Talente, in die Division 3 an den Nakhon Nayok FC ausgeliehen. 2014, ebenfalls als Leihspieler, ging er zum Zweitligisten Bangkok FC. Hier absolvierte er 18 Spiele und schoss fünf Tore. 2015 wechselte er wiederum als Leihspieler zu PTT Rayong FC. In 18 Spielen schoss er für den Verein aus Rayong fünf Tore. Mitte der Saison wurde er dann wieder nach Nakhon Ratchasima FC ausgeliehen. Hier machte er kein Spiel. 2016 unterschrieb er im Seebad Pattaya einen Vertrag beim Erstligisten Pattaya United. Für Pattaya stand er 81-mal in der ersten Liga auf dem Spielfeld, wobei er acht Tore schoss. 2019 wechselte er nach Samut Prakan zum ebenfalls in der ersten Liga spielenden Samut Prakan City FC. Am Ende der Saison 2021/22 belegte er mit Samut den vorletzten Tabellenplatz und musste somit in die zweite Liga absteigen. Für Samut Prakan stand er 72-mal in der ersten Liga auf dem Spielfeld. Nach dem Abstieg verließ er den Verein und wechselte im Juli 2022 zum Erstligisten Bangkok United. 2023 feierte er mit dem Hauptstadtverein die Vizemeisterschaft. Am 28. Mai 2023 stand er mit dem Verein im Finale des thailändischen Pokals. Hier unterlag man dem Erstligisten Buriram United mit 0:2. Am Ende der Saison 2023/24 feierte er mit dem Verein die Vizemeisterschaft. Am 15. Juni 2024 gewann er mit Bangkok United den FA Cup. Das Endspiel gegen den Zweitligisten Dragon Pathumwan Kanchanaburi FC gewann man im Elfmeterschießen. Am Ende der Saison 2024/25 feierte er mit Bangkok zum dritten Mal die Vizemeisterschaft.

### Nationalmannschaft
Von 2011 bis 2012 spielte er elf Mal für die thailändische U-19-Nationalmannschaft. In der Zeit erzielte er drei Tore für sein Land. Mit der U-19-Nationalmannschaft gewann er 2011 die U-19-Südostasienmeisterschaft. Von 2013 bis 2016 spielte er neun Mal für die thailändische U-23-Nationalmannschaft. Hier erzielte er 2015 beim Bangabandhu Cup in Bangladesch beim 3:2-Erfolg seiner Mannschaft gegen Singapur ein Tor. Seit 2022 spielt Chayawat Srinawong für die thailändische A-Nationalmannschaft.

## Erfolge
Bangkok United
- Thailändischer Vizemeister: 2022/23, 2023/24, 2024/25
- Thailändischer Pokalsieger: 2023/24
- Thailändischer Pokalfinalist: 2022/23